# Heinrich Franz von Mansfeld
Heinrich Franz von Mansfeld (Bornstedt, 21 novembre 1640 – Vienna, 18 giugno 1715) è stato un nobile, diplomatico e militare austriaco.

## Biografia
Heinrich Franz era membro della famiglia dei conti von Mansfeld e ancora giovanissimo intraprese la carriera al servizio della monarchia asburgica. Dopo un breve servizio militare venne perlopiù impiegato nel campo diplomatico. Nonostante questa poca esperienza e conoscenza militari, giunse al grado di feldmaresciallo nel 1689 e venne nominato presidente del Consiglio di guerra imperiale. Dal 1680 al 1682 fu ambasciatore imperiale alla corte di Francia e dal 1683 al 1690 alla corte spagnola. Nel 1701 venne nominato presidente del Consiglio di guerra, posizione nella quale si mostrò più volte ripetutamente avversario del principe Eugenio di Savoia e della sua politica a corte. Nel 1703 von Mansfeld, ormai estremamente impopolare tra i generali dell'esercito imperiale, venne rimosso dal suo incarico, ma conservò sino alla morte l'incarico di ciambellano alla corte di Vienna.
Nel 1690 accompagnò la principessa Maria Anna del Palatinato-Neuburg in sposa al re Carlo II di Spagna alle nozze che si tennero a Valladolid; per questo incarico il sovrano spagnolo gli assegnò il principato di Fondi, in Italia (all'epoca parte del Regno di Napoli, amministrato dalla Corona spagnola), assieme alle insegne dell'ordine del Toson d'oro. La dignità di principe gli venne concessa anche a livello imperiale nel 1696 dall'imperatore Giuseppe I d'Asburgo.
Dal 1697 affidò all'architetto Johann Lucas von Hildebrandt la costruzione di un palazzo estivo con giardino che, alla sua morte, venne acquistato dalla famiglia von Schwarzenberg ed è oggi uno dei monumenti più importanti di Vienna, noto con il nome di Palazzo Schwarzenberg.